# Trollius farreri
Trollius farreri là một loài thực vật có hoa trong họ Mao lương. Loài này được Stapf miêu tả khoa học đầu tiên năm 1928.